# 18628 Taniasagrati
18628 Taniasagrati è un asteroide della fascia principale. Scoperto nel 1998, presenta un'orbita caratterizzata da un semiasse maggiore pari a 2,2746189 au e da un'eccentricità di 0,1095566, inclinata di 5,76349° rispetto all'eclittica.